# El Real, Michoacán de Ocampo
El Real är en ort i Mexiko.   Den ligger i kommunen Tlalpujahua och delstaten Michoacán de Ocampo, i den sydöstra delen av landet, 120 km väster om huvudstaden Mexico City. El Real ligger 2 575 meter över havet och antalet invånare är 388.
Terrängen runt El Real är kuperad. Runt El Real är det ganska tätbefolkat, med 179 invånare per kvadratkilometer. Närmaste större samhälle är Tlalpujahua de Rayón, 1,2 km norr om El Real. Trakten runt El Real består till största delen av jordbruksmark.